# 釧路太田農業協同組合
釧路太田農業協同組合（くしろおおたのうぎょうきょうどうくみあい、英称：JA Kushirooota ）は北海道厚岸町に本所を置く農業協同組合である。
略称はJA釧路太田。当農協の営業区域は 厚岸町の一円である。

## 概要
2003年（平成15年）に釧路太田農協、厚岸町農協の厚岸町内2つの農協の合併によって新・釧路太田農協が設立。釧路を冠しているが、他の太田地区と混同しない様に付けたもので、営業区域に釧路市、及び釧路郡は入っていない。
酪農が盛んであり、乳牛、畜産が主な産業である。

## 事務所の一覧
カッコ内は所在地
- 本所（厚岸郡厚岸町太田5の通り19-1）
- 尾幌支所（厚岸郡厚岸町尾幌）